# Catedral de Nova Orleães
A Catedral de Nova Orleães ou Catedral de São Luís (em inglês St. Louis Cathedral) é uma igreja catedral, sede da Arquidiocese de Nova Orleães. Localiza-se na Praça Jackson do Bairro Francês (French Quarter) de Nova Orleães, no estado da Luisiana, nos Estados Unidos. 

## História
Nova Orleães foi fundada pelos franceses em 1718, e uma igreja paroquial dedicada a São Luís foi levantada durante a década de 1720 e consagrada em 1727. Em 1788, quando o povoado já estava em mãos da coroa espanhola, a igreja foi destruída num grande incêndio que devastou Nova Orleães. A reconstrução começou em 1789 e terminou em 1794. A igreja, em estilo espanhol, tinha três naves e a fachada era flanqueada por duas torres de seção hexagonal.
Na década de 1830, o cabido decidiu encarregar um projeto de remodelação da velha igreja, num estilo mais moderno e espaçoso. Eventualmente foi contratado o arquiteto francês J. N. B. de Pouilly, e as obras começaram em 1849. Apenas as partes inferiores da fachada principal foram reaproveitadas na reconstrução do edifício. A nova igreja foi inaugurada a 7 de dezembro de 1851 pelo arcebispo Antoine Blanc.
O interior da catedral foi decorado com pinturas murais e com retábulos de mármore trazidos de Gante (Bélgica). A igreja passou por várias etapas de redecoração e restauro, a última vez depois da passagem do Furacão Katrina em 2005.
Em 1964, o Papa Paulo VI designou-a basílica menor, com o título de Basília de São Luís Rei de França.